# Campeonato Uruguayo de Primera División 2022
El Campeonato Uruguayo 2022 fue el 119.º torneo de primera división del fútbol uruguayo organizado por la AUF, correspondiente al año 2022.
La edición de este año tuvo la particularidad de que el Albion Football Club, equipo pionero del fútbol uruguayo, volvió a jugar luego de 113 años, en la máxima categoría del balompié nacional y por primera vez lo hizo de forma profesional. El solo hecho del ascenso de Albion reavivó la interminable discusión por el decanato en el fútbol uruguayo. Además, se dio el retorno de Luis Suárez a Nacional tras dieciséis temporadas jugando en el fútbol europeo.
El campeón del torneo fue Nacional, quien venció a Liverpool en la semifinal/final por 4–1.

## Sistema de disputa
Debido a la pandemia de coronavirus, las ediciones 2020 y 2021 vieron alterado su calendario y su sistema de disputa. Posteriormente la AUF confirmó el sistema de disputa para la temporada 2022, por parte del ejecutivo de la AUF se determinó que volverá a disputarse el Torneo Intermedio, sumándose a los tradicionales Apertura y Clausura.
Tanto el Apertura como el Clausura se juegan con 16 equipos en 15 fechas todos contra todos. Por otro lado, el Intermedio es una competición dividida en dos series, ambas de 8 equipos, determinados por su ubicación en la tabla del Torneo Apertura: si el equipo acabó en una posición impar pertenece a una serie, y si resultó en una par, a la otra. El formato también es todos contra todos en 7 fechas, los ganadores de cada serie juegan un partido para determinar al campeón del Torneo Intermedio. Cada torneo mencionado suma puntos para la tabla anual.
Para determinar el campeón uruguayo de la temporada, se juega una semifinal entre los campeones del Apertura y Clausura, accediendo el ganador a la final contra el club que más puntos sumó en la tabla anual.
Usualmente, como Uruguay carece de una copa nacional interdivisional, el campeón de la Supercopa Uruguaya se define entre el campeón de la Liga Uruguaya y el ganador del Torneo Intermedio. En este caso, al no disputarse tal certamen en la temporada pasada, resta la confirmación de la AUF si dicho torneo se disputa igual y bajo qué modalidad.
En cuanto a los cupos a competiciones internacionales, el proceso es el siguiente:
- A) El campeón del Campeonato Uruguayo, clasificará como Uruguay 1 a la siguiente Copa Libertadores.

- B) El vicecampeón (perdedor de la final del Campeonato Uruguayo si se disputa, y en caso contrario, el mejor ubicado en la Tabla Anual, exceptuando al campeón uruguayo) clasificará como Uruguay 2 a la siguiente Copa Libertadores.

- C) Los mejores ubicados en la Tabla Anual de la Temporada, excluyendo al campeón y vicecampeón, clasificarán como Uruguay 3 y Uruguay 4 respectivamente a las fases previas de la siguiente Copa Libertadores.

- D) El campeón del Torneo Apertura o Clausura, que no hubiere resultado campeón o vicecampeón del Campeonato Uruguayo ni hubiere obtenido la ubicación prevista en el literal C) del presente artículo, clasificará como Uruguay 1 a la siguiente Copa Sudamericana.

- E) Los clubes no contemplados en los literales precedentes que obtengan la mejor ubicación en la Tabla Anual, clasificarán a la siguiente Copa Sudamericana, con los números correspondientes al orden deportivo determinado por la Tabla Anual, completando los 4 cupos definitivos a dicho Torneo.

## Equipos participantes

### Ascensos y descensos
Un total de 16 equipos disputarán el campeonato, incluyendo 13 equipos de la Primera División de Uruguay 2021 y 3 ascendidos desde la Segunda División de Uruguay 2021.
| Club              | Ascendido como                         |
| ----------------- | -------------------------------------- |
| Albion            | Campeón Segunda División 2021          |
| Danubio           | Subcampeón Segunda División 2021       |
| Defensor Sporting | Ganador Play-Off Segunda División 2021 |

| Club           | Descendido como              |
| -------------- | ---------------------------- |
| Progreso       | 14.° Tabla del descenso 2021 |
| Sud América    | 15.° Tabla del descenso 2021 |
| Villa Española | 16.° Tabla del descenso 2021 |

### Información de equipos
Datos hasta antes del inicio del torneo. Todos los datos estadísticos corresponden únicamente a los Campeonatos Uruguayos organizados por la Asociación Uruguaya de Fútbol, no se incluyen los torneos de la FUF de 1923, 1924 ni el Torneo del Consejo Provisorio 1926 en las temporadas contadas. Las fechas de fundación de los equipos son las declaradas por los propios clubes implicados.
| Equipo               | Ciudad                 | Estadio de localía               | Capacidad | Fundación                | Temporadas | Temp. Consecutivas | Títulos | Subtítulos | Indumentaria | 2021 |
| -------------------- | ---------------------- | -------------------------------- | --------- | ------------------------ | ---------- | ------------------ | ------- | ---------- | ------------ | ---- |
| Albion               | Montevideo             | Parque Federico Omar Saroldi     | 5.165     | 1 de junio de 1891       | 7          | 1                  | 0       | 1          | Mgr Sport    |      |
| Boston River         | Montevideo             | Juan Antonio Lavalleja           | 7.000     | 20 de febrero de 1939    | 7          | 7                  | 0       | 0          | Kelme        | 11°  |
| Cerrito              | Montevideo             | Parque Palermo                   | 4.072     | 28 de octubre de 1929    | 8          | 2                  | 0       | 0          | Joma         | 10°  |
| Cerro Largo          | Melo                   | Municipal Arq. Antonio E. Ubilla | 7.000     | 19 de noviembre de 2002  | 9          | 4                  | 0       | 0          | Matgeor      | 5°   |
| Danubio              | Montevideo             | Jardines del Hipódromo           | 18.000    | 1 de marzo de 1932       | 72         | 1                  | 4       | 3          | Umbro        |      |
| Defensor Sporting    | Montevideo             | Luis Franzini                    | 16.000    | 15 de marzo de 1913      | 95         | 1                  | 4       | 9          | Puma         |      |
| Deportivo Maldonado  | Maldonado              | Domingo Burgueño Miguel          | 17.172    | 25 de agosto de 1928     | 9          | 3                  | 0       | 0          | Joma         | 12°  |
| Fénix                | Montevideo             | Parque Capurro                   | 5.097     | 7 de julio de 1916       | 41         | 14                 | 0       | 0          | Mgr Sport    | 9°   |
| Liverpool            | Montevideo             | Belvedere                        | 7.780     | 15 de febrero de 1915    | 81         | 8                  | 0       | 0          | Mgr Sport    | 7°   |
| Montevideo City      | Montevideo             | Centenario                       | 60.235    | 26 de diciembre de 2007  | 4          | 3                  | 0       | 0          | Puma         | 4°   |
| Montevideo Wanderers | Montevideo             | Parque Alfredo Víctor Viera      | 10.000    | 15 de agosto de 1902     | 106        | 23                 | 3       | 8          | Umbro        | 6°   |
| Nacional             | Montevideo             | Gran Parque Central              | 34.000    | 14 de mayo de 1899       | 118        | 118                | 48      | 45         | Umbro        | 2°   |
| Peñarol              | Montevideo             | Campeón del Siglo                | 40.005    | 28 de septiembre de 1891 | 117        | 95                 | 51      | 40         | Puma         | 1°   |
| Plaza Colonia        | Colonia del Sacramento | Parque Juan Gaspar Prandi        | 3.000     | 22 de abril de 1917      | 12         | 4                  | 0       | 0          | Mgr Sport    | 3°   |
| Rentistas            | Montevideo             | Complejo Rentistas               | 3.632     | 26 de marzo de 1933      | 29         | 3                  | 0       | 1          | Kelme        | 13°  |
| River Plate          | Montevideo             | Parque Federico Omar Saroldi     | 5.165     | 11 de mayo de 1932       | 74         | 19                 | 0       | 1          | Mgr Sport    | 8°   |

## Entrenadores
| Equipo               | Entrenador inicial                                         | Entrenadores sustitutos                                    |
| -------------------- | ---------------------------------------------------------- | ---------------------------------------------------------- |
| Albion               | Ignacio Risso                                              | Ignacio Risso                                              |
| Boston River         | Ignacio Ithurralde                                         | Ignacio Ithurralde                                         |
| Cerrito              | Adrián Fernández (8 partidos / hasta 8.ª fecha Apertura)   | Alberto Quintela (7 partidos / hasta 15.ª fecha Apertura)  |
| Cerrito              | Adrián Fernández (8 partidos / hasta 8.ª fecha Apertura)   | Mario Szlafmyc (3 partidos / hasta 3.ª fecha Intermedio)   |
| Cerrito              | Adrián Fernández (8 partidos / hasta 8.ª fecha Apertura)   | Pablo Fernández (4 partidos / hasta 7.ª fecha Intermedio)  |
| Cerrito              | Adrián Fernández (8 partidos / hasta 8.ª fecha Apertura)   | Walter Pandiani (5 partidos / hasta 5.ª fecha Clausura)    |
| Cerrito              | Adrián Fernández (8 partidos / hasta 8.ª fecha Apertura)   | Roland Marcenaro                                           |
| Cerro Largo          | Danielo Núñez (10 partidos / hasta 10.ª fecha Apertura)    | Héctor Bracamonte (17 partidos / hasta 5.ª fecha Clausura) |
| Cerro Largo          | Danielo Núñez (10 partidos / hasta 10.ª fecha Apertura)    | Mario Saralegui                                            |
| Danubio              | Jorge Fossati                                              | Jorge Fossati                                              |
| Defensor Sporting    | Héctor Rodríguez (4 partidos / hasta 4.ª fecha Apertura)   | Marcelo Méndez                                             |
| Deportivo Maldonado  | Francisco Palladino                                        | Francisco Palladino                                        |
| Fénix                | Ignacio Pallas                                             | Ignacio Pallas                                             |
| Liverpool            | Jorge Bava                                                 | Jorge Bava                                                 |
| Montevideo City      | Román Cuello (10 partidos / hasta 10.ª fecha Apertura)     | Sebastián Eguren (21 partidos / hasta 9.ª fecha Clausura)  |
| Montevideo City      | Román Cuello (10 partidos / hasta 10.ª fecha Apertura)     | Lucas Nardi                                                |
| Montevideo Wanderers | Daniel Carreño (32 partidos / hasta 10.ª fecha Clausura)   | Sergio Blanco                                              |
| Nacional             | Pablo Repetto                                              | Pablo Repetto                                              |
| Peñarol              | Mauricio Larriera (23 partidos / hasta 1.ª fecha Clausura) | Leonardo Ramos                                             |
| Plaza Colonia        | Eduardo Espinel (25 partidos / hasta 3.ª fecha Clausura)   | Alejandro Cappuccio                                        |
| Rentistas            | Diego Jaume (5 partidos / hasta 5.ª fecha Apertura)        | Marcos Villano (7 partidos / hasta 12.ª fecha Apertura)    |
| Rentistas            | Diego Jaume (5 partidos / hasta 5.ª fecha Apertura)        | Leonel Rocco (12 partidos / hasta 2.ª fecha Clausura)      |
| Rentistas            | Diego Jaume (5 partidos / hasta 5.ª fecha Apertura)        | Rodolfo Neme                                               |
| River Plate          | Gustavo Díaz                                               | Gustavo Díaz                                               |

## Clasificación

### Torneo Apertura
| Pos. | Equipo               | Pts. | PJ | G  | E | P | GF | GC | Dif. |  |
| ---- | -------------------- | ---- | -- | -- | - | - | -- | -- | ---- |  |
| 1    | Liverpool (C)        | 32   | 15 | 10 | 2 | 3 | 21 | 8  | +13  |  |
| 2    | Nacional             | 28   | 15 | 8  | 4 | 3 | 28 | 10 | +18  |  |
| 3    | Deportivo Maldonado  | 27   | 15 | 8  | 3 | 4 | 20 | 14 | +6   |  |
| 4    | Boston River         | 27   | 15 | 8  | 3 | 4 | 20 | 16 | +4   |  |
| 5    | Peñarol              | 26   | 15 | 7  | 5 | 3 | 10 | 6  | +4   |  |
| 6    | Danubio              | 24   | 15 | 6  | 6 | 3 | 13 | 9  | +4   |  |
| 7    | Fénix                | 23   | 15 | 7  | 2 | 6 | 15 | 16 | −1   |  |
| 8    | River Plate          | 21   | 15 | 5  | 6 | 4 | 20 | 15 | +5   |  |
| 9    | Montevideo Wanderers | 21   | 15 | 5  | 6 | 4 | 16 | 11 | +5   |  |
| 10   | Defensor Sporting    | 20   | 15 | 5  | 5 | 5 | 14 | 16 | −2   |  |
| 11   | Rentistas            | 19   | 15 | 5  | 1 | 9 | 16 | 21 | −5   |  |
| 12   | Plaza Colonia        | 13   | 15 | 2  | 7 | 6 | 12 | 15 | −3   |  |
| 13   | Montevideo City      | 13   | 15 | 2  | 7 | 6 | 16 | 20 | −4   |  |
| 14   | Cerro Largo          | 12   | 15 | 3  | 3 | 9 | 7  | 23 | −16  |  |
| 15   | Albion               | 11   | 15 | 2  | 5 | 8 | 16 | 31 | −15  |  |
| 16   | Cerrito              | 8    | 15 | 2  | 5 | 8 | 9  | 22 | −13  |  |

 Fuente: AUF
Notas:
1. ↑  La AUF le adjudicó los 3 puntos a Rentistas luego de su encuentro ante Cerrito.
2. ↑  A Cerrito se le quitaron los 3 puntos obtenidos en su partido frente a Rentistas por inconvenientes con la ficha médica de un jugador.

|  | Campeón del Torneo Apertura y clasificado a la semifinal del Campeonato Uruguayo. |

### Torneo Intermedio

#### Grupo A
| Pos. | Equipo               | Pts. | PJ | G | E | P | GF | GC | Dif. |  |
| ---- | -------------------- | ---- | -- | - | - | - | -- | -- | ---- |  |
| 1    | Liverpool            | 14   | 7  | 4 | 2 | 1 | 11 | 6  | +5   |  |
| 2    | Montevideo Wanderers | 14   | 7  | 4 | 2 | 1 | 11 | 7  | +4   |  |
| 3    | Peñarol              | 11   | 7  | 3 | 2 | 2 | 12 | 8  | +4   |  |
| 4    | Albion               | 11   | 7  | 3 | 2 | 2 | 7  | 7  | 0    |  |
| 5    | Montevideo City      | 10   | 7  | 3 | 1 | 3 | 10 | 8  | +2   |  |
| 6    | Fénix                | 9    | 7  | 2 | 3 | 2 | 4  | 5  | −1   |  |
| 7    | Deportivo Maldonado  | 6    | 7  | 1 | 3 | 3 | 8  | 12 | −4   |  |
| 8    | Rentistas            | 1    | 7  | 0 | 1 | 6 | 3  | 13 | −10  |  |

Actualizado a los partidos jugados el 26 de julio de 2022.
 Fuente: AUF
|  | Ganador del Grupo A y clasificado a la Final del Torneo Intermedio. |

#### Grupo B
| Pos. | Equipo            | Pts. | PJ | G | E | P | GF | GC | Dif. |  |
| ---- | ----------------- | ---- | -- | - | - | - | -- | -- | ---- |  |
| 1    | Nacional          | 19   | 7  | 6 | 1 | 0 | 15 | 1  | +14  |  |
| 2    | Boston River      | 13   | 7  | 4 | 1 | 2 | 8  | 5  | +3   |  |
| 3    | Defensor Sporting | 13   | 7  | 4 | 1 | 2 | 10 | 8  | +2   |  |
| 4    | River Plate       | 9    | 7  | 2 | 3 | 2 | 7  | 6  | +1   |  |
| 5    | Cerro Largo       | 9    | 7  | 2 | 3 | 2 | 4  | 4  | 0    |  |
| 6    | Plaza Colonia     | 8    | 7  | 2 | 2 | 3 | 6  | 7  | −1   |  |
| 7    | Danubio           | 7    | 7  | 2 | 1 | 4 | 6  | 9  | −3   |  |
| 8    | Cerrito           | 0    | 7  | 0 | 0 | 7 | 1  | 17 | −16  |  |

Actualizado a los partidos jugados el 24 de julio de 2022.
 Fuente: AUF
|  | Ganador del Grupo B y clasificado a la Final del Torneo Intermedio. |

#### Final
| Final; 27 de julio de 2022 | Liverpool | 0:1 (0:1) | Nacional         | Estadio Centenario, Montevideo |                            |
| 20:00 (UTC-3)              |           | Reporte   | Y. Rodríguez 36' | Árbitro(s): Andrés Matonte     | Árbitro(s): Andrés Matonte |

| Campeón del Torneo Intermedio 2022 Nacional 4.to título. |

### Torneo Clausura
| Pos. | Equipo               | Pts. | PJ | G  | E | P  | GF | GC | Dif. |  |
| ---- | -------------------- | ---- | -- | -- | - | -- | -- | -- | ---- |  |
| 1    | Nacional (C)         | 34   | 15 | 10 | 4 | 1  | 26 | 9  | +17  |  |
| 2    | River Plate          | 30   | 15 | 9  | 3 | 3  | 29 | 12 | +17  |  |
| 3    | Deportivo Maldonado  | 30   | 15 | 8  | 6 | 1  | 19 | 11 | +8   |  |
| 4    | Liverpool            | 28   | 15 | 8  | 4 | 3  | 23 | 12 | +11  |  |
| 5    | Danubio              | 25   | 15 | 6  | 7 | 2  | 19 | 10 | +9   |  |
| 6    | Defensor Sporting    | 25   | 15 | 7  | 4 | 4  | 18 | 12 | +6   |  |
| 7    | Boston River         | 22   | 15 | 6  | 4 | 5  | 21 | 15 | +6   |  |
| 8    | Peñarol              | 22   | 15 | 6  | 4 | 5  | 20 | 16 | +4   |  |
| 9    | Cerro Largo          | 19   | 15 | 5  | 4 | 6  | 11 | 18 | −7   |  |
| 10   | Fénix                | 17   | 15 | 4  | 5 | 6  | 13 | 15 | −2   |  |
| 11   | Montevideo Wanderers | 16   | 15 | 4  | 4 | 7  | 12 | 19 | −7   |  |
| 12   | Albion               | 16   | 15 | 4  | 4 | 7  | 11 | 19 | −8   |  |
| 13   | Plaza Colonia        | 14   | 15 | 4  | 2 | 9  | 11 | 20 | −9   |  |
| 14   | Montevideo City      | 13   | 15 | 4  | 1 | 10 | 12 | 24 | −12  |  |
| 15   | Rentistas            | 10   | 15 | 3  | 1 | 11 | 16 | 31 | −15  |  |
| 16   | Cerrito              | 9    | 15 | 2  | 3 | 10 | 10 | 28 | −18  |  |

Actualizado a los partidos jugados el 24 de octubre de 2022.
 Fuente: AUF
|  | Campeón del Torneo Clausura y clasificado a la semifinal del Campeonato Uruguayo. |

## Tabla anual
| Pos. | Equipo               | Pts. | PJ | G  | E  | P  | GF | GC | Dif. |  |
| ---- | -------------------- | ---- | -- | -- | -- | -- | -- | -- | ---- |  |
| 1    | Nacional             | 81   | 37 | 24 | 9  | 4  | 69 | 20 | +49  |  |
| 2    | Liverpool            | 74   | 37 | 22 | 8  | 7  | 55 | 26 | +29  |  |
| 3    | Deportivo Maldonado  | 63   | 37 | 17 | 12 | 8  | 47 | 37 | +10  |  |
| 4    | Boston River         | 62   | 37 | 18 | 8  | 11 | 49 | 36 | +13  |  |
| 5    | River Plate          | 60   | 37 | 16 | 12 | 9  | 56 | 33 | +23  |  |
| 6    | Peñarol              | 59   | 37 | 16 | 11 | 10 | 42 | 30 | +12  |  |
| 7    | Defensor Sporting    | 58   | 37 | 16 | 10 | 11 | 42 | 36 | +6   |  |
| 8    | Danubio              | 56   | 37 | 14 | 14 | 9  | 38 | 28 | +10  |  |
| 9    | Montevideo Wanderers | 51   | 37 | 13 | 12 | 12 | 39 | 37 | +2   |  |
| 10   | Fénix                | 49   | 37 | 13 | 10 | 14 | 32 | 36 | −4   |  |
| 11   | Cerro Largo          | 40   | 37 | 10 | 10 | 17 | 22 | 45 | −23  |  |
| 12   | Albion               | 38   | 37 | 9  | 11 | 17 | 34 | 57 | −23  |  |
| 13   | Montevideo City      | 36   | 37 | 9  | 9  | 19 | 38 | 52 | −14  |  |
| 14   | Plaza Colonia        | 35   | 37 | 8  | 11 | 18 | 29 | 42 | −13  |  |
| 15   | Rentistas            | 30   | 37 | 8  | 3  | 26 | 35 | 65 | −30  |  |
| 16   | Cerrito              | 17   | 37 | 4  | 8  | 25 | 20 | 67 | −47  |  |

Actualizado a los partidos jugados el 24 de octubre de 2022.
 Fuente: AUF
Notas:
1. ↑  La AUF le adjudicó los 3 puntos a Rentistas luego de su encuentro ante Cerrito.
2. ↑  A Cerrito se le quitaron los 3 puntos obtenidos en su partido frente a Rentistas por inconvenientes con la ficha médica de un jugador.

|  | Clasificado a la Final del Campeonato Uruguayo 2022 y a la Fase de grupos de la Copa Libertadores 2023. |
|  | Clasificado a la Fase de grupos de la Copa Libertadores 2023.                                           |
|  | Clasificado a la Fase 2 de la Copa Libertadores 2023.                                                   |
|  | Clasificado a la Fase 1 de la Copa Libertadores 2023.                                                   |
|  | Clasificados a la Copa Sudamericana 2023.                                                               |

## Definición del campeonato
| Equipo    | Método de clasificación     |
| --------- | --------------------------- |
| Liverpool | Ganador del Torneo Apertura |
| Nacional  | Ganador del Torneo Clausura |
| Nacional  | Ganador de la Tabla Anual   |

|  | Semifinal | Semifinal |  |  | Final    | Final | Final |
|  |           |           |  |  |          |       |       |
|  |           |           |  |  |          |       |       |
|  | Liverpool | 1         |  |  |          |       |       |
|  | Nacional  | 4         |  |  |          |       |       |
|  |           |           |  |  |          |       |       |
|  |           |           |  |  | Nacional | –     | –     |
|  |           |           |  |  | Nacional | –     | –     |
|  |           |           |  |  |          |       |       |

### Semifinal
| Semifinal; 30 de octubre | Liverpool         | 1:4 (1:1, 0:0) (t. s.) | Nacional                               | Estadio Centenario, Montevideo                   |                                                  |
| 16:00 (UTC-3)            | Vecino 68' (pen.) | Reporte                | Suárez 50', 96' · Gigliotti 107', 113' | Árbitro(s): Christian Ferreyra VAR: Andrés Cunha | Árbitro(s): Christian Ferreyra VAR: Andrés Cunha |

|                                            |
| Bandera de Uruguay                         |
| Campeón Uruguayo 2022 Nacional 49.° título |

## Tabla del descenso
Habrá tres descensos directos al torneo de Segunda División 2023. El criterio de descenso es el tradicional en el Campeonato Uruguayo; una tabla de promedios sumando los puntos obtenidos de las últimas dos temporadas: Campeonato Uruguayo 2021 y Campeonato Uruguayo 2022, en el que los tres peores clasificados al final de la temporada, descienden.
Para obtener el cociente se suma la cantidad de puntos obtenidos y se divide entre los partidos jugados.
| Pos.                                        | Equipo               | PJ 2021 | Pts. 2021 | PJ 2022 | Pts. 2022 | PJ | Pts. | DG  | Prom. |
| ------------------------------------------- | -------------------- | ------- | --------- | ------- | --------- | -- | ---- | --- | ----- |
| 1.°                                         | Nacional             | 30      | 59        | 37      | 81        | 67 | 140  | +66 | 2.090 |
| 2.°                                         | Peñarol              | 30      | 60        | 37      | 59        | 67 | 119  | +40 | 1.776 |
| 3.°                                         | Liverpool            | 30      | 42        | 37      | 74        | 67 | 116  | +43 | 1.731 |
| 4.°                                         | Defensor Sporting    | –       | –         | 37      | 58        | 37 | 58   | +6  | 1.568 |
| 5.°                                         | River Plate          | 30      | 42        | 37      | 60        | 67 | 102  | +26 | 1.522 |
| 6.°                                         | Danubio              | –       | –         | 37      | 56        | 37 | 56   | +10 | 1.514 |
| 7.°                                         | Boston River         | 30      | 36        | 37      | 62        | 67 | 98   | +7  | 1.463 |
| 8.°                                         | Montevideo Wanderers | 30      | 44        | 37      | 51        | 67 | 95   | +3  | 1.418 |
| 9.°                                         | Deportivo Maldonado  | 30      | 31        | 37      | 63        | 67 | 94   | −6  | 1.403 |
| 10.°                                        | Plaza Colonia        | 30      | 56        | 37      | 35        | 67 | 91   | +2  | 1.358 |
| 11.°                                        | Fénix                | 30      | 40        | 37      | 49        | 67 | 89   | −6  | 1.328 |
| 12.°                                        | Cerro Largo          | 30      | 48        | 37      | 40        | 67 | 88   | −12 | 1.313 |
| 13.°                                        | Montevideo City      | 30      | 50        | 37      | 36        | 67 | 86   | 0   | 1.284 |
| 14.°                                        | Albion (D)           | –       | –         | 37      | 38        | 37 | 38   | −23 | 1.027 |
| 15.°                                        | Rentistas (D)        | 30      | 30        | 37      | 30        | 67 | 60   | −45 | 0.896 |
| 16.°                                        | Cerrito (D)          | 30      | 40        | 37      | 17        | 67 | 57   | −50 | 0.851 |
| Última actualización: 24 de octubre de 2022 |                      |         |           |         |           |    |      |     |       |

|  | Descendieron al Campeonato Uruguayo de Segunda División 2023 |

## Goleadores
| Jugador           | Club         | Goles | PJ | GPP  |
| ----------------- | ------------ | ----- | -- | ---- |
| Thiago Borbas     | River Plate  | 18    | 37 | 0.49 |
| Agustín Rodríguez | Boston River | 17    | 36 | 0.47 |
| Thiago Vecino     | Liverpool    | 14    | 36 | 0.39 |

Fuente: Transfermarkt

### Anotaciones destacadas
A continuación se detallan los tripletes conseguidos a lo largo del campeonato uruguayo.
| Fecha      | Jugador           | Goles         | Local                |  | Resultado |  | Visitante | Rep.               |
| ---------- | ----------------- | ------------- | -------------------- |  | --------- |  | --------- | ------------------ |
| 10/04/2022 | Felipe Carballo   | 1' 17' 81'    | Boston River         |  | 0 – 6     |  | Nacional  | Apertura Fecha 8   |
| 16/07/2022 | Rubén Bentancourt | 33' 48' 90+5' | Montevideo Wanderers |  | 3 – 3     |  | Peñarol   | Intermedio Fecha 5 |
| 30/07/2022 | José Neris        | 4' 49' 84'    | Rentistas            |  | 2 – 4     |  | Albion    | Clausura Fecha 1   |
| 23/10/2022 | Thiago Vecino     | 21' 33' 39'   | Fénix                |  | 0 – 3     |  | Liverpool | Clausura Fecha 15  |

## Premios AUF
La AUF, con el apoyo de la Mutual Uruguaya de Futbolistas Profesionales, premia a los mejores jugadores, técnicos y árbitros del torneo. El Equipo Técnico de análisis para designar las premiaciones estuvo integrado por Eduardo Arismendi, Gustavo Bañales, Luciano Cafú Barbosa, Pablo Fandiño, Ernesto Filippi, Jorge Giordano, Richard Pellejero, Gregorio Pérez, Ignacio Risso, Rodrigo Romano y Jorge Seré.

### Premios mensuales
| Mes                | Jugador del Mes                              | Joven Talento sub-21                  | Mejor Gol del Mes                       | Mejor atajada               | Fechas                   | Referencia |
| ------------------ | -------------------------------------------- | ------------------------------------- | --------------------------------------- | --------------------------- | ------------------------ | ---------- |
| Febrero de 2022    | Ignacio De Arruabarrena Montevideo Wanderers | Fabricio Díaz Liverpool               | Pablo Ceppelini Peñarol                 | Sergio Rochet Nacional      | 1-4 Apertura             | AUF        |
| Marzo de 2022      | Maximiliano Cantera Deportivo Maldonado      | Thiago Borbas River Plate             | Franco Fagúndez Nacional                | Santiago Silva Boston River | 5-6 Apertura             | AUF        |
| Abril de 2022      | Felipe Carballo Nacional                     | Manuel Monzeglio Nacional             | Esteban Rodríguez Plaza Colonia         | Lucero Álvarez Cerro Largo  | 7-10 Apertura            | AUF        |
| Mayo de 2022       | Alan Medina Liverpool                        | Lucas De Los Santos Defensor Sporting | Diego Casas Fénix                       | Sergio Rochet Nacional      | 11-14 Apertura           | AUF        |
| Junio de 2022      | Alan Rodríguez Boston River                  | Valentín Adamo River Plate            | Pablo González Liverpool                | Agustín Requena Fénix       | 15 Apertura-3 Intermedio | AUF        |
| Julio de 2022      | Emmanuel Gigliotti Nacional                  | Tiago Palacios Montevideo City        | Tiago Palacios Montevideo City          | Esteban Conde Danubio       | 4 Intermedio-1 Clausura  | AUF        |
| Agosto de 2022     | Agustín Rodríguez Boston River               | Thiago Borbas River Plate             | Luis Suárez Nacional                    | Lucas Machado Rentistas     | 2 - 6 Clausura           | AUF        |
| Septiembre de 2022 | Thiago Vecino Liverpool                      | Thiago Borbas River Plate             | Maximiliano Cantera Deportivo Maldonado | Sergio Rochet Nacional      | 7 - 10 Clausura          | AUF        |
| Octubre de 2022    | Luis Suárez Nacional                         | Thiago Borbas River Plate             | Emmanuel Gigliotti Nacional             | Esteban Conde Danubio       | 11 - 15 Clausura         | AUF        |

### Premios Anuales
| Premio                  | Ganador                                           |
| ----------------------- | ------------------------------------------------- |
| Mejor Jugador           | Felipe Carballo Nacional                          |
| Joven Talento           | Thiago Borbas River Plate                         |
| Mejor Director Técnico  | Pablo Repetto Nacional                            |
| Mejor Debutante         | Valentín Adamo River Plate                        |
| Jugador del Público     | Sergio Rochet Nacional                            |
| Atajada del Año         | Sergio Rochet Nacional                            |
| Gol del Año             | Pablo Ceppelini Peñarol                           |
| Fair Play               | Danubio                                           |
| Jugador con más minutos | Esteban Conde Danubio Santiago Silva Boston River |
| Valla Menos Vencida     | Sergio Rochet Martín Rodríguez Nacional           |
| Goleador                | Thiago Borbas River Plate                         |

### 11 ideal
| Posición      | Jugadores |
| ------------- | --- |
| Golero        | Sergio Rochet Nacional |
| Defensa       | Agustín Sant'Anna Defensor Sporting Leonardo Coelho Nacional Federico Pereira Liverpool Camilo Cándido Nacional                                                               |
| Mediocampista | Fabricio Díaz Liverpool Felipe Carballo Nacional Maximiliano Cantera Deportivo Maldonado                                                                                      |
| Delantero     | Franco Fagúndez Nacional Luis Suárez Nacional Thiago Borbas River Plate |
| Suplentes     | Esteban Conde Danubio José Luis Rodríguez Nacional Facundo Mallo Defensor Sporting Lucas de los Santos Defensor Sporting Alan Medina Liverpool Agustín Rodríguez Boston River |

## Resumen de la temporada 2022
| Competición         | Campeón               | Subcampeón    |
| ------------------- | --------------------- | ------------- |
| Supercopa Uruguaya  | Peñarol (2)           | Plaza Colonia |
| Torneo Apertura     | Liverpool (1)         | Nacional      |
| Torneo Intermedio   | Nacional (4)          | Liverpool     |
| Torneo Clausura     | Nacional (8)          | River Plate   |
| Campeonato Uruguayo | Nacional (49)         | Liverpool     |
| Copa Uruguay        | Defensor Sporting (1) | La Luz        |